# Port Esportiu de Tarragona
El Port Esportiu de Tarragona és un port esportiu adossat a la part externa del moll de llevant del Port de Tarragona, al municipi de Tarragona (Tarragonès). Limita al nord-est amb la platja del Miracle. Està gestionat per l'empresa Nàutic Tarragona SA i pot acollir embarcacions d'eslora de fins a vint metres. A pocs metres del port esportiu, hi ha el Reial Club Nàutic de Tarragona.
La bocana té un calat de 6 metres, disposa de 400 amarradors, de 4 a 20 metres, i 240 places d'aparcament. Disposa de 7.000 m² de superfície comercial, amb diversos locals de restauració i oci.
El 2016 el Reial Club Nàutic de Tarragona passà a ser el soci majoritari de l'empresa Nàutic Tarragona SA, que el 2024 va obtenir una pròrroga de 12 anys, quan vencia la concessió de 30 anys de què disposava.